# Gare de Langemark
La gare de Langemark est une ancienne gare ferroviaire belge de la ligne 63, de Thourout à Ypres située à Langemark, ancienne commune faisant partie de celle de Langemark-Poelkapelle, dans la province de Flandre-Occidentale en Région flamande.
Mise en service en 1873 par le Chemin de fer d'Ostende à Armentières, elle ferme aux voyageurs en 1955. La ligne est hors-service depuis 2003.

## Situation ferroviaire
Établie à 10 m d'altitude, la gare de Langemark était située au point kilométrique (PK) 22.7 de la ligne 63, de Thourout à Ypres entre les gares de Poelkapelle et Boezinge.

## Histoire
La station de Langemarcq est mise en service le 15 août 1873 par la Compagnie du chemin de fer d'Ostende à Armentières, lorsqu'elle ouvre à l'exploitation la ligne de Thourout à Ypres construite par la Compagnie des bassins houillers du Hainaut.
Depuis 1867, la Compagnie d'Ostende-Armentières est intégrée au sein de la Société générale d'exploitation de chemins de fer (SGE) qui regroupe plusieurs des lignes voisines, notamment la section d'Ypres à Comines et Warneton qu'utilisent les trains de la compagnie circulant vers Armentières et Lille. La Compagnie des Bassins houillers du Hainaut, société administrée par l'homme d'affaires Simon Philippart, y joue un rôle central.
L'État belge, future SNCB, qui avait déjà racheté la plupart des concessions de la SGE en dehors de la Flandre-Occidentale, reprend celle d'Ostende-Armentières en 1880 alors que le syndicat d'exploitation venait d'être dissout. La Compagnie des chemins de fer de la Flandre-Occidentale sera rachetée en 1907.
Le bâtiment de la gare de Langemark, construit par la Compagnie d'Ostende à Armentières, est en grande partie détruit au cours de la Première guerre mondiale, tout comme la maison de garde-barrière et nombre de bâtiments de la commune. Il est remplacé par une construction provisoire puis une nouvelle gare en briques dans les années 1920.
La SNCB supprime les trains de voyageurs sur la ligne le 22 mai 1955. Les trains de marchandises continuent à desservir la cour de la gare de Langemark jusqu'en 1990. La ligne est conservée jusqu'en 2003 afin de desservir le camp militaire de Houthulst.
En 2006, un chemin baptisé « Vrijbosroute » est aménagé sur l'ancienne ligne 63 à destination des piétons et cyclistes.

## Patrimoine ferroviaire
Le bâtiment des recettes de type « Reconstruction » et son annexe construite à la même époque a été transformé en caserne capable d'accueillir des camions de pompiers.

### Premier bâtiment
L'aspect du bâtiment est assez proche de celui de la gare de Staden avec un haut corps de logis encadré par deux ailes symétriques mais les ouvertures du rez-de-chaussée sont à arc bombé à Langemark et en plein cintre à Staden. Les pignons sont coiffés d'un plateau au sommet rectangulaire. Une marquise de quai vitrée protège les voyageurs des averses et deux ailes de service à toit plat prolongent les ailes latérales qui ont vraisemblablement été surhaussées d'un étage.
La gare et la maison de garde-barrière sont détruites au début de la Première Guerre mondiale ; une carte postale réalisée par les Allemands en 1915 montre le bâtiment éventré dont subsiste l'aile gauche et un coin du corps central.

### Bâtiment temporaire
Un grand baraquement en planches de huit travées est construit en remplacement de la gare détruite. Sa date de construction (avant ou après la fin des hostilités) n'est pas connue.

### Nouveaux bâtiments
Construit au début des années 1920, ce petit bâtiment correspond à l'un des deux plans type standard pour les gares sans étage type « Reconstruction » dressé par les Chemins de fer de l'État belge. Les gares de Poelkapelle et Boezinge, reconstruites à la même époque, appartiennent à cette variante tandis que Westrozebeke emploie un bâtiment de l'autre version.
Composé d'un seul volume avec un grand pignon côté rue et une lucarne excentrée côté quai, c'est un bâtiment sans étage (en dehors du grenier) doté de huit travées rassemblées en trois groupes côté rue. La porte d'accès, encadrée par deux baies, était implantée sous le grand pignon. Côté quais, six ouvertures dont deux portes donnent sur la salle d'attente, le guichet et le bureau. Une porte plus grande donne accès au magasin. Le pignon, plus petit, est placé entre les deux portes en direction de la droite. Toutes les fenêtres et portes du rez-de-chaussée sont surmontées d'un grand vasistas ; la façade est en brique rouge avec de la pierre autour des ouvertures et la toiture est à demi-croupes.
De l'autre côté des voies, une maison séparée a été bâtie pour le chef de gare. Ce haut bâtiment en « T » comporte de grandes fenêtres à l'étage et de petites baies décalées éclairent la cage d'escalier. Un appentis accolé au corps principal sert d'annexe. Les gares de Poelkapelle et Boezinge ont également été dotées de maisons similaires.
Une halle à marchandises et une annexe abritant les toilettes complètent le bâtiment principal. Elles ont été démolies depuis.
Après sa désaffectation, le bâtiment de la gare a été racheté et sert de caserne de pompiers avec deux grandes ouvertures percées dans la façade et l'ajout d'une extension moderne. Ce bâtiment et la maison du chef de station, transformée en habitation, sont listées au patrimoine architectural flamand.